# Гайленд-Спрінгс (Вірджинія)
Гайленд-Спрінгс (англ. Highland Springs) — переписна місцевість (CDP) в США, в окрузі Генрайко штату Вірджинія. Населення — 16 604 особи (2020).

## Географія
Гайленд-Спрінгс розташований за координатами 37°33′8″ пн. ш. 77°19′41″ зх. д. / 37.55222° пн. ш. 77.32806° зх. д. (37.552274, -77.327976).  За даними Бюро перепису населення США в 2010 році переписна місцевість мала площу 21,60 км², з яких 20,71 км² — суходіл та 0,88 км² — водойми.

## Демографія
Згідно з переписом 2010 року, у переписній місцевості мешкало 15 711 особа в 6108 домогосподарствах у складі 4157 родин. Густота населення становила 727 осіб/км².  Було 6621 помешкання (307/км²).
Расовий склад населення:
| - 66,1 % — чорних або афроамериканців - 29,7 % — білих - 0,5 % — корінних американців - 0,5 % — азіатів - 0,1 % — вихідців з тихоокеанських островів - 1,0 % — осіб інших рас |

До двох чи більше рас належало 2,3 %. Частка іспаномовних становила 2,1 % від усіх жителів.
За віковим діапазоном населення розподілялося таким чином: 26,7 % — особи молодші 18 років, 63,1 % — особи у віці 18—64 років, 10,2 % — особи у віці 65 років та старші. Медіана віку мешканця становила 35,1 року. На 100 осіб жіночої статі у переписній місцевості припадало 80,1 чоловіків;  на 100 жінок у віці від 18 років та старших — 75,3 чоловіків також старших 18 років.
Середній дохід на одне домашнє господарство  становив 52 486 доларів США (медіана — 41 124), а середній дохід на одну сім'ю — 60 540 доларів (медіана — 53 531). Медіана доходів становила 41 791 долар для чоловіків та 33 677 доларів для жінок. За межею бідності перебувало 20,9 % осіб, у тому числі 35,4 % дітей у віці до 18 років та 6,0 % осіб у віці 65 років та старших.
Цивільне працевлаштоване населення становило 7859 осіб. Основні галузі зайнятості: освіта, охорона здоров'я та соціальна допомога — 22,0 %, роздрібна торгівля — 14,0 %, фінанси, страхування та нерухомість — 12,3 %, мистецтво, розваги та відпочинок — 12,0 %.